# Luisa (Giacosa)
Luisa è un dramma in versi di Giuseppe Giacosa. Venne rappresentato per la prima volta al Teatro Manzoni di Milano il 21 febbraio 1879, dalla compagnia Bellotti-Bon.
Il lavoro è dedicato «a Roberto Sacchetti». Nella dedica Giacosa ricorda le sorti diverse avute dal dramma in diverse città: molto applaudito a Milano, fischiato a Firenze e Napoli.

## Trama
I primi due atti si svolgono in casa di Andrea e Maurizio, il terzo in casa di Luisa.

### Atto primo
Il giovane conte Andrea si appresta a partire per un lungo viaggio. Vuole allontanarsi per qualche tempo, per mettere a tacere le voci che lo vogliono amante di Luisa, di cui egli è effettivamente innamorato pur non conoscendo i sentimenti della donna verso di lui. Luisa, di cui il padre di Andrea, Maurizio, è stato tutore quando ella era più giovane, da molti anni vive un matrimonio sfortunato con Gino, che sta sperperando al gioco il loro patrimonio. L'anziano Maurizio è addolorato per la partenza del figlio, ma gli fa capire che comprende le ragioni della sua decisione.
Proprio mentre Andrea si appresta a partire, giunge Gino, che ha appena perduto ogni suo avere e ha deciso di fuggire all'estero per non dover dare spiegazioni alla moglie. Gino, non sapendo a chi altri rivolgersi, chiede il denaro per il viaggio ad Andrea, che glielo presta. Gino esce e subito giunge Luisa in cerca del marito. Andrea le spiega che Gino non tornerà più a casa, ma riesce a non rivelarle di essere stato egli stesso a dargli il denaro necessario per andarsene. Il cavalier Enrico cerca di convincere l'amico Andrea a non partire, poiché ora la situazione è cambiata, ma Andrea è risoluto.

### Atto secondo
Maurizio fa chiamare Luisa. Le rammenta di quando era suo tutore e le racconta di avere sperato, prima che lei si promettesse a Gino, che Andrea diventasse suo marito. Maurizio, pur senza spiegarsi esplicitamente, lascia intendere a Luisa che è lei stessa la ragione della partenza di Andrea, e la convince a parlare al figlio, nella speranza di indurlo a mutare proposito.
Luisa prega Andrea di rimanere, raccontandogli lo sgomento di Maurizio all'idea di restare solo. Andrea acconsente ma, stanco della finzione, rivela a Luisa di amarla. Luisa, che in cuor suo ammette di ricambiare l'amore di Andrea, è spaventata. Rientra Maurizio e Luisa può annunciargli che Andrea non partirà.

### Atto terzo
È trascorso un anno. Luisa e Andrea sono divenuti amanti, addolorando Maurizio che invano nutre la speranza di ammogliare il figlio.
Dopo un pranzo a casa di Luisa, giunge agitato Enrico, portando la notizia di avere veduto Gino, appena tornato dalla sua lunga assenza. Enrico offre ad Andrea di sfidare Gino a duello con un pretesto qualunque, certo di poterlo battere ed uccidere facilmente, ma la proposta viene rifiutata.
Quando Gino rientra nella sua vecchia abitazione viene ricevuto dallo stesso Andrea, che poi finge di andarsene rimanendo però nella casa. Gino dice a Luisa di essere diventato una persona diversa e di avere abbandonato il gioco ed il vino. Ma il vero motivo per cui Gino è tornato è un altro. Egli ha un vecchio zio che potrebbe assegnargli un'ingente eredità, ma prima vuole la dimostrazione che la vita di Gino è veramente cambiata, e per questo esige una riconciliazione con Luisa. Luisa rifiuta risolutamente, anche quando Gino le spiega che la riconciliazione potrebbe anche essere solo apparente. Gino comprende che Luisa ha un amante e Luisa lo ammette, rivelando che si trova nella stanza accanto. Gino si scaglia con l'intenzione di ucciderlo, ma Luisa si frappone, minacciando di uccidersi con un crocefisso, regalatole da Andrea che lo conservava come ricordo della madre, da cui si può estrarre un pugnale. Gino non desiste e Luisa si ferisce mortalmente. Andrea, accorso sentendo il litigio, fa appena in tempo a vedere l'amante morire.